# Lucio
Lucio  è un nome proprio di persona italiano maschile.

## Varianti
- Femminili: Lucia[1][4]

### Varianti in altre lingue
- Catalano: Lluç[5]
- Greco antico: Λούκιος (Loúkios)[2]
- Inglese: Lucius[2]
- Latino: Lucius[1][2][3][4][6]
- Polacco: Lucjusz[2]
- Portoghese: Lúcio[2]
- Spagnolo: Lucio[2][5]

## Origine e diffusione
Deriva dal praenomen romano, e poi gentilizio, Lucius; già anticamente era associato a lux, lucis, ossia "luce", con un significato gratulario e augurale, e tradizionalmente veniva dato ai bambini nati all'alba o comunque durante le ore del giorno; è però ben possibile che questa sia un'etimologia popolare, e che la sua reale origine sia differente. Da Lucius derivano i nomi Luciano, Lucilio e Lucillo (i primi due patronimici, il terzo un diminutivo).
Generalmente abbreviato in "L.", era uno dei praenomina più diffusi assieme a Gaius e Marius e venne portato, tra gli altri, da Lucio Anneo Seneca, Lucio Cornelio Silla e Lucio Apuleio. È presente anche nel Nuovo Testamento (Atti 13:1), e si chiamarono così tre papi incluso san Lucio I, nonché vari altri santi dei primi secoli; ciononostante fu un nome piuttosto raro in ambienti cristiani almeno fino a dopo il Rinascimento. 
In Italia in epoca moderna è ben diffuso, e negli anni 1970 se ne contavano circa 36 000 occorrenze.

## Onomastico
L'onomastico si può festeggiare in memoria di uno dei vari santi e beati che sono ricordati con questo nome, tra i quali, alle date seguenti::
- 18 gennaio, san Lucio, vescovo, martire con Paolo e Successo a Cartagine sotto Decio[8]
- 14 febbraio, san Lucio, martire con altri compagni ad Alessandria d'Egitto[8]
- 5 marzo, san Lucio I, papa[8]
- 5 maggio, beato Lucio di Savoia, religioso mercedario, martire a Costantinopoli[8]
- 6 maggio, san Lucio, vescovo di Cirene[8]
- 21 maggio, beato Lucio del Rio, mercedario[8]
- 23 maggio, san Lucio, martire a Cartagine con san Montano[8]
- 12 luglio, san Lucio o Uguccione, pastore della Val Cavargna, martire[8]
- 29 luglio, beato Lucio Martinez Mancebo, sacerdote domenicano, ucciso a Calanda con altri sette compagni, martiri della guerra civile spagnola[8]
- 10 settembre, san Lucio, martire in Africa con altri compagni[8]
- 19 ottobre, san Lucio, martire con san Tolomeo a Roma[8]
- 25 ottobre, beato Lucio di Arnstein, conte e religioso premostratense[8]
- 3 dicembre, san san Lucio, vescovo di Coira e martire[8]
- 3 dicembre, san san Lucio, re di Britannia, talvolta identificato col precedente

## Persone

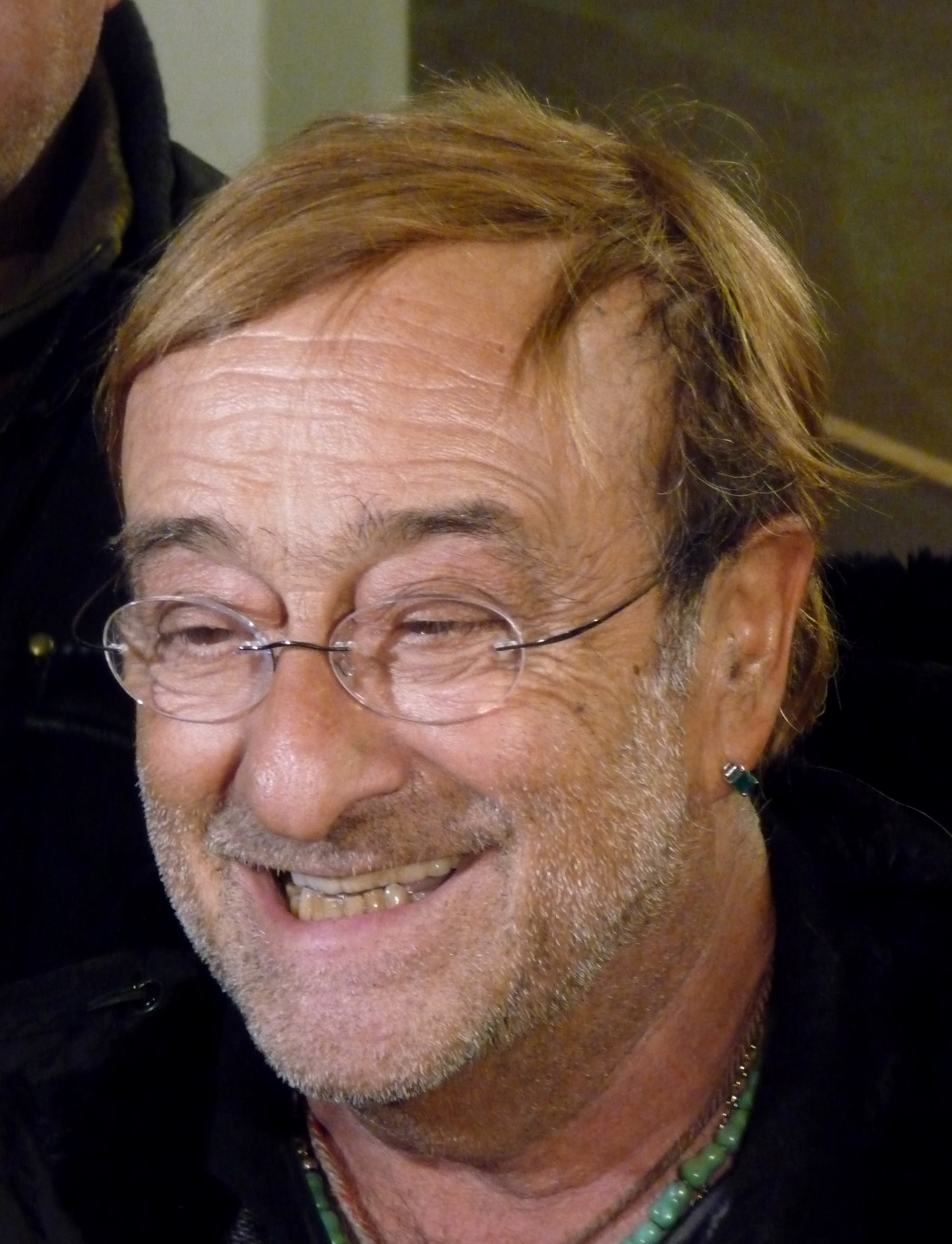
Lucio Dalla

- Lucio Sergio Catilina, generale e politico romano
- Lucio Licinio Lucullo, generale e politico romano
- Lucio Anneo Seneca, filosofo, drammaturgo e politico romano
- Lucio Cornelio Silla, generale e dittatore romano
- Lucio Vero, imperatore romano
- Lucio Ardenzi, cantante, attore, regista e imprenditore italiano
- Lucio Battisti, cantautore, compositore, polistrumentista, arrangiatore e produttore discografico italiano
- Lucio Dalla, cantautore, compositore, polistrumentista e attore italiano
- Lucio Fontana, pittore, ceramista e scultore argentino naturalizzato italiano
- Lucio Fulci, regista, sceneggiatore, attore e paroliere italiano

### Variante Lúcio

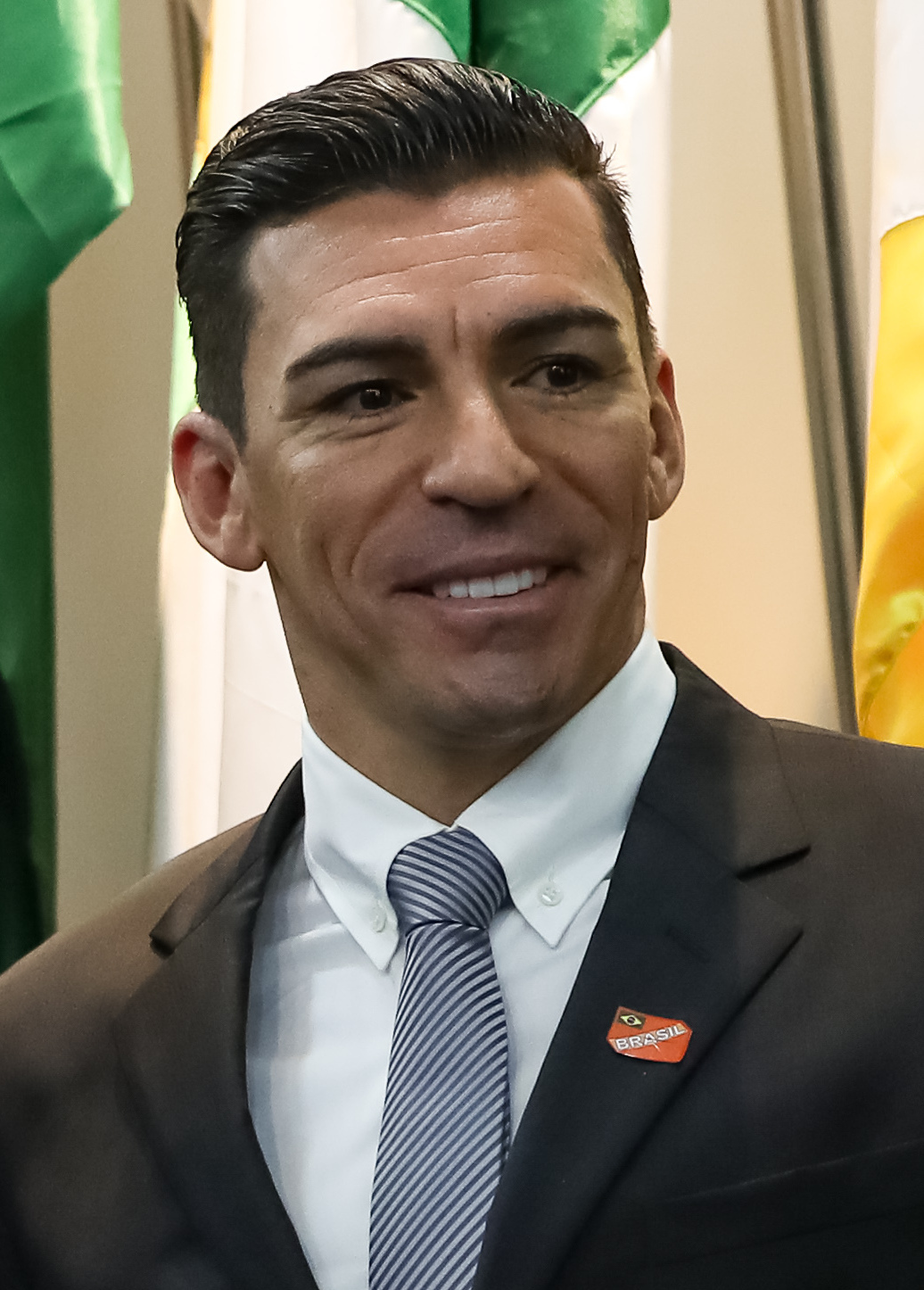
Lúcio

- Lúcio (Lucimar Ferreira da Silva), calciatore brasiliano
- Lúcio Alves, cantante, chitarrista e compositore brasiliano
- Lúcio Cardoso, scrittore, drammaturgo, poeta e pittore brasiliano
- Lúcio Costa, architetto brasiliano
- Lúcio Flávio, calciatore e allenatore di calcio brasiliano

### Variante Lucius
- Lucius Clay, generale statunitense

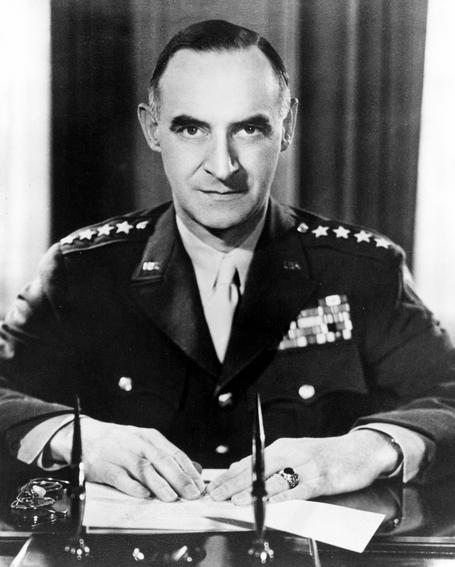
Lucius Clay

- Lucius Henderson, regista e attore statunitense
- Lucius Frederick Hubbard, politico statunitense
- Lucius Shepard, scrittore statunitense

## Il nome nelle arti
- Lucio è il protagonista de Le metamorfosi di Lucio Apuleio, unico romanzo latino pervenutoci interamente fino ad oggi.
- Lucio o l'asino è un breve romanzo greco di Luciano di Samosata.
- Lucius Fox è un personaggio della serie Batman.
- Lucius Malfoy è un personaggio della serie di romanzi e film Harry Potter, creata da J. K. Rowling.
- Lupo Lucio è un personaggio della serie televisiva Melevisione.